# Hoylande Young
Hoylande Denune Young Failey (26. června 1903 Columbus, Ohio – 12. ledna 1986 Hyde Park, Chicago) byla americká chemička. Během druhé světové války pracovala v metalurgické laboratoři projektu Manhattan. Po válce se stala první ženou, která byla jmenována vedoucí divize v Argonne National Laboratory, a první ženou, která předsedala chicagské pobočce Americké chemické společnosti.

## Životopis
Hoylande Denune Young se narodila ve městě Columbus v Ohiu 26. června 1903. Měla sestru Hildu. O chemii se začala zajímat už na střední škole, kde se tehdy chemie vyučovala odděleně pro chlapce a dívky. Kvůli problémům s rozvrhem učiva jí dovolili absolvovat náročnější chlapecký kurz, ale musela ve třídě sedět až vzadu. Později studovala na Ohio State University, kde v roce 1924 získala bakalářský titul v oboru chemie. Poté získala doktorát filozofie na Chicagské univerzitě se svou prací na téma „Stereoisomerní bromoiminoketony“ pod vedením Julia Stieglitze.
Po promoci se Young věnovala výzkumu v průmyslu a pracovala ve výrobě laků ve Van Schaack Brothers Chemical Works v Chicagu. V roce 1930 se stala odbornou asistentkou chemie na Texas State College for Women, kde vyučovala výživu a biochemii. V roce 1934 přijala pracovní nabídku z nemocnice Michaela Reese v Chicagu, ale když přijela na místo a ředitel zjistil, že je žena, odmítl ji zaměstnat. Během Velké hospodářské krize bylo těžké najít práci a až do roku 1938, kdy nastoupila na místo u Pure Oil, byla konzultantkou bez pravidelného zaměstnání.
Během války Young v roce 1942 přijala práci jako vědecká knihovnice v Ústavu pro vědecký výzkum a vývoj (Office of Scientific Research and Development) v laboratoři toxicity na Chicagské univerzitě. Pracovala s americkými, britskými a kanadskými zprávami o použití chemických zbraní a připravovala index toxických chemikálií. V roce 1945 přešla do metalurgické laboratoře projektu Manhattan jako chemička. Tam editovala vědecké práce, které později vydávala komise pro atomovou energii (Atomic Energy Commission).
V roce 1946 Young nastoupila do nově vytvořené Argonne National Laboratory jako ředitelka technických informací a stala se první ženou, která byla jmenována vedoucí divize. Zůstala v Argonne až do odchodu do důchodu v roce 1964. V roce 1956 se stala první ženou, která byla jmenována předsedkyní chicagské pobočky Americké chemické společnosti. Podílela se na zřízení ocenění za celoživotní zásluhy Distinguished Service Award a později toto ocenění sama v roce 1975 obdržela. Byla členkou mnoha odborných společností, zakládající členkou Americké jaderné společnosti a prezidentkou Iota Sigma Pi, národní společnosti sdružující ženy v chemii. V roce 1959 ji deník Chicago Tribune vyhlásil jednou z nejvýznačnějších žen ve městě a v roce 1963 sestavili v Argonne National Laboratory cyklus přednášek na její počest.
Young se provdala za Crawforda Faileyho, s nímž se znala z laboratoře toxicity. Zemřela ve svém domě v Hyde Parku v Chicagu, 12. ledna 1986 a byla pohřbena na hřbitově Riverside v Columbusu v Ohiu.